# Cemjata

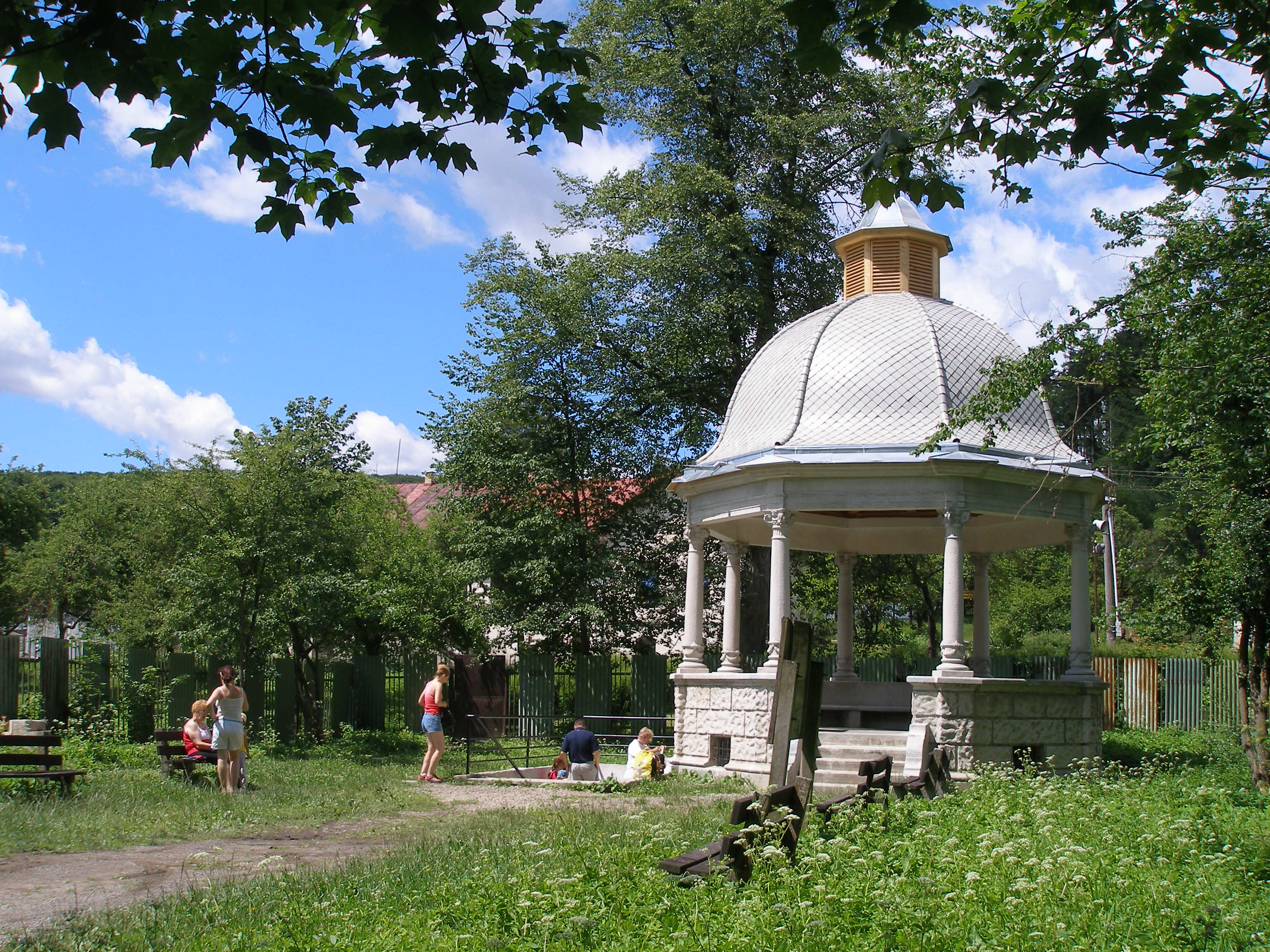
Altán s minerálním pramenem

Cemjata je městská část města Prešov ležící při silnici Prešov – Sedlice – Margecany. Geograficky se začleňuje do Šarišské vrchoviny. Svým způsobem jde o starou léčebnou a rekreační lokalitu, známou již od druhé polovině 19. století, kdy zde vznikly lázně. Od města je Cemjata vzdálena asi 5 kilometrů. Umístěna je do lesního prostředí, kde je i několik minerálních pramenů. Pro léčebné účely se dodnes používá pramen při altánku. Ve vodě je převaha vápenato-hořčíkových minerálů. 

## Dějiny
Od vzniku lázní bylo postupně vybudováno několik budov. Velmi známé sanatorium zemské jednoty bylo určeno k léčení nemocných učitelek. Jeho věhlas pokrýval celé Uhersko a měly pověst nejlevnějších lázní. Kopec, na kterém se nachází část Cemjata, se nazývá Zabíjaná. Toto pojmenování dostal díky tomu, že si v 19. století toto místo vybírala šlechta jako místo duelů se střelnými zbraněmi. Zabíjaná je i památka na místo, kde se 8. ledna 1881 uskutečnil historicky zaznamenaný poslední pistolový souboj místních uherských šlechticů. Dokonce je na tom místě i naučná tabule a starý, ale neudržovaný, téměř 130letý kamenný památník. Po druhé světové válce lázně zanikly.

## Lázně

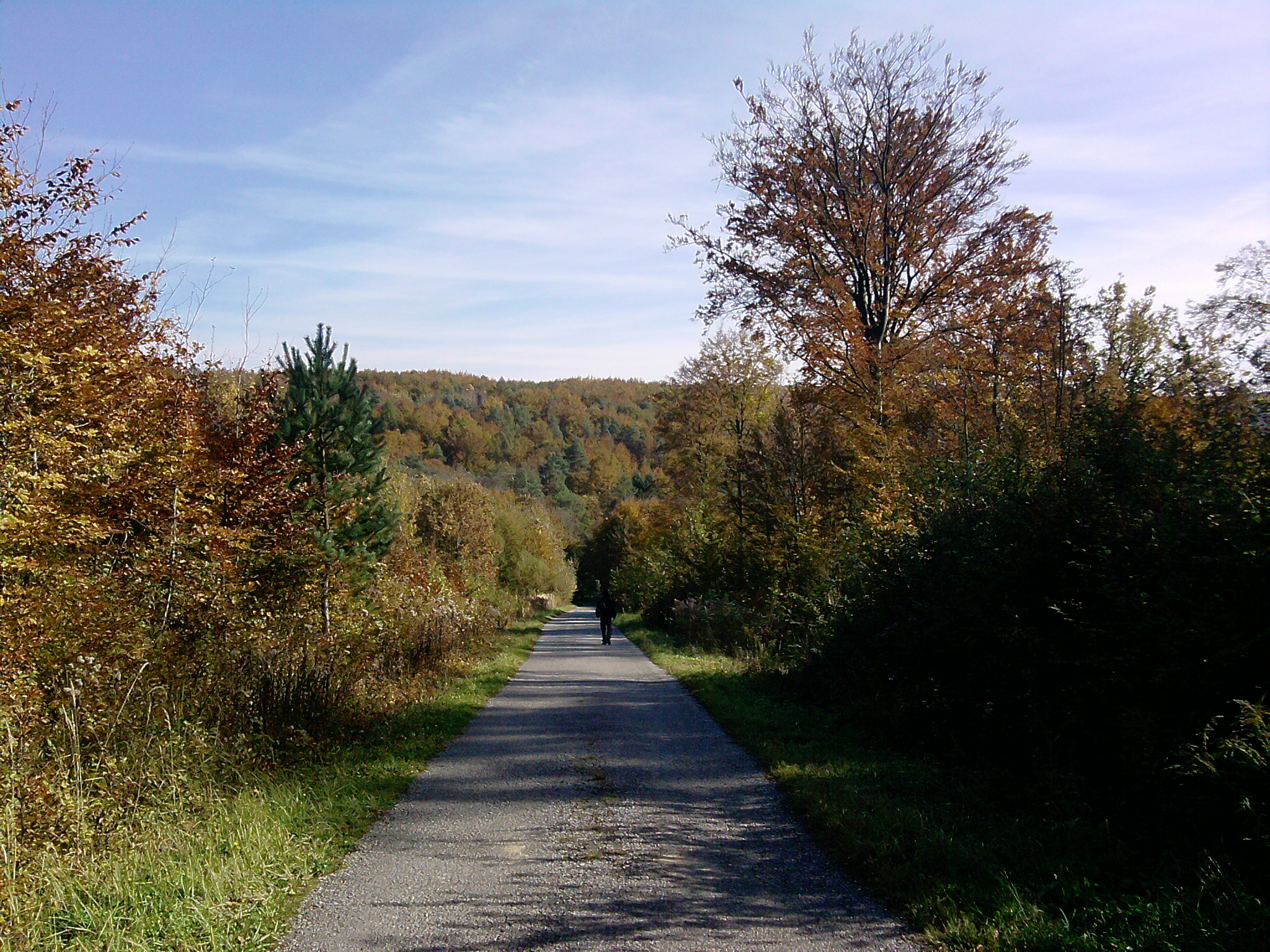
Lesopark na Cemjatě

Kromě pitných kúr se minerální voda ze zdejších pramenů využívala na léčení krevních potíží, chudokrevnosti, poruch krvetvorby, žaludečních, střevních a ženských chorob. Celkem měly lázně kapacitu 50 pokojů.

## Ulice
Nacházejí se zde tyto ulice:
- Cemjata
- Jelení
- Medvědí
- Srnčí
- Zabíjaná

## Doprava
Jezdí sem autobusová linka č. 18 městské hromadné dopravy v Prešově.

## Okolí
Po zániku lázní se v této oblasti začaly budovat zahrádky a dnes je zde velká zahrádkářská kolonie. Vlázeňských budovách byl zřízen domov pro seniory, který slouží dodnes. Kromě bohatých lesů se zde nacházejí i pěkné parky a malá jezírka. Příroda přímo láká na turistické procházky a sběr různých lesních plodů. Příznivci sportu mohou v okolí Cemjaty využívat  zhruba jedenáct kilometrů dlouhých asfaltových cest vhodných na cykloturistiku, alternativně v zimním období na běžkařské tratě.